# Тхамаха
Тхамаха — село в Северском районе Краснодарского края. Входит в состав Шабановского сельского поселения.

## География
Расположено в горно-лесной местности, через село протекают реки Адыгако, Пагуако и Шебш, в который впадают две первые. Ближайший населённый пункт — село Шабановское (5,5 км к юго-западу). Расстояние до районного центра — станицы Северской около 64,5 км. из которых 27 км по грейдерной дороге. Расстояние до Краснодара около 67,9 км.

## История
Село образовано молдавскими поселенцами во второй половине XIX века. Первоначальное название села — Тхамахинское. Название (адыг. Тхьамафэ) переводится с адыгейского языка как «благодатный хребет» (адыг. Тхы — «хребет», адыг. маф — «счастливый»), либо «счастливый бог» или «божий день» (адыг. Тхьэ — «бог», адыг. махъо — «день»). По преданиям местных жителей, переданных участникам экспедиции «Транскавказ-93», во время Кавказской войны царские войска не могли захватить черкесский аул, находившийся на этом месте. Однако им помог князь Таммах, который провёл войска по горным тропам в тыл горцам, благодаря чему аул пал. В благодарность новосозданный населённый пункт получил имя князя, которое позже трансформировалось в современное название. По версии К. Х. Меретукова, название переводится как «неделя», так как здесь проходил путь, на прохождение которого уходила неделя.
| 2002 | 2010 |
| ---- | ---- |
| 331  | ↘278 |

В селе имеются школа, дом культуры, детский сад, фельдшерско-акушерский пункт. Улицы села Тхамаха:
| - ул. Гагарина, - ул. Горького, - ул. Заречная, - ул. Комсомольская, - ул. Леонова, - ул. Лермонтова, - ул. Мира, - ул. Молодёжная, | - ул. Набережная, - ул. Подгорная, - ул. Приречная, - ул. Северная, - ул. Советская, - ул. Тургенева, - ул. Школьная, - ул. Шолохова. |